# Donald R. Keith

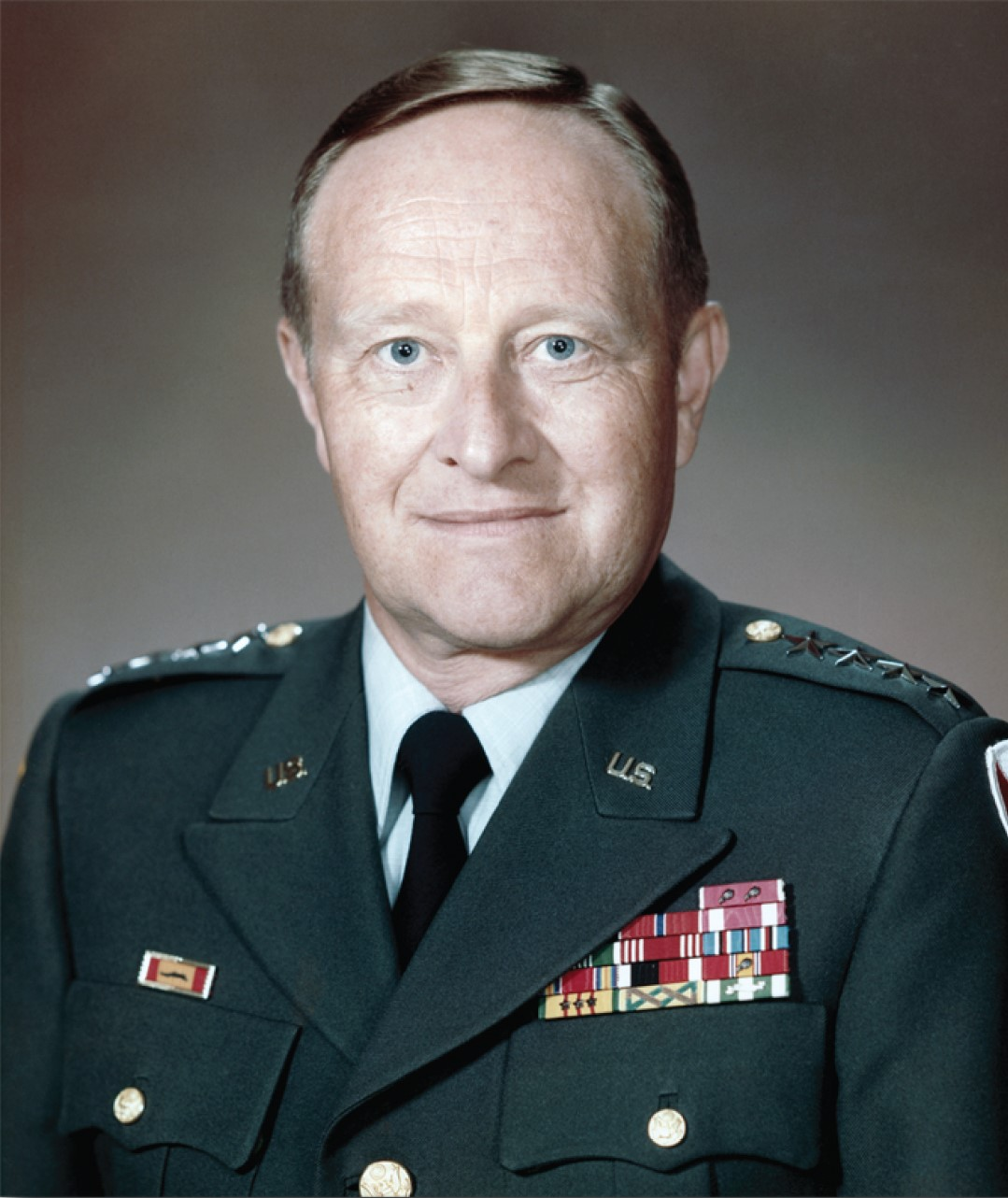
Donald R. Keith

Donald Raymond Keith (* 31. Januar 1927 in Ludington, Mason County, Michigan; † 9. September 2004 in Bristow, Prince William County, Virginia) war ein Viersterne-General der United States Army.

## Leben
Keith besuchte die öffentlichen Schulen seiner Heimat. Anschließend trat er in der Endphase des Zweiten Weltkriegs als einfacher Soldat der US-Army bei. In den Jahren 1946 bis 1949 durchlief er die United States Military Academy in West Point. Nach seiner Graduation wurde er als Leutnant der Feldartillerie zugeteilt. In der Armee durchlief er anschließend alle Offiziersränge bis zum Viersterne-General.
Im Lauf seiner militärischen Karriere absolvierte er verschiedene Kurse und Schulungen. Dazu gehörten unter anderem die Field Artillery School in Fort Sill in Oklahoma, das Command and General Staff College in Fort Leavenworth in Kansas, das Armed Forces College in Norfolk in Virginia und das Industrial College of the Armed Forces, die heutige Dwight D. Eisenhower School for National Security and Resource Strategy.
Am Anfang seiner militärischen Laufbahn bekleidete er verschiedene seinem Rang in den unteren Offiziersgraden entsprechende Stellungen. Dabei war er unter anderem in Wetzlar und Babenhausen in Deutschland stationiert. Weitere Stationen führten ihn nach Südkorea und an verschiedene Standorte in den Vereinigten Staaten.
1969 und 1970 kommandierte er die 36th Artillery Group, die der United States Army Europe unterstand. Danach war er von Juli 1970 bis Juni 1971 Stabsoffizier im Pentagon, ehe er im Vietnamkrieg eingesetzt wurde. Er blieb bis August 1972 in Vietnam und war dort als Stabsoffizier tätig. Von September 1972 bis Oktober 1976 war er erneut in unterschiedlichen Funktionen Stabsoffizier im Pentagon. Unter anderem war er dort ab 1974 als Director of Weapon Systems auch für die Entwicklung und den Einsatz von Waffensystemen mitverantwortlich.
Sein erstes größeres Kommando hatte Keith von Oktober 1976 bis Oktober 1977 als Leiter der Field Artillery School in Fort Sill, die er in früheren Jahren als Student absolviert hatte. Nach zwei weiteren Verwendungen als Stabsoffizier in Washington, D.C., wurde er im August 1981 nun als Viersterne-General zum Nachfolger von John R. Guthrie als Kommandeur des United States Army Materiel Command (AMC) ernannt. Diese Behörde war damals auch unter dem Namen United States Army Materiel Development and Readiness Command (DARCOM) bekannt. Keith hatte dieses Kommando bis zum 29. Juni 1984 inne. An diesem Tag übergab er das Kommando an Richard H. Thompson und trat in den Ruhestand.
Nach seiner Militärzeit engagierte sich Keith unter anderem in der United States Field Artillery Association, deren Vorsitz er von 2002 bis kurz vor seinem Tod innehatte. Der mit Erika Krausse (1929–2005) verheiratete General starb am 9. November 2004 in Ludington in Michigan und wurde auf dem Nationalfriedhof Arlington beigesetzt.

## Orden und Auszeichnungen
Keith erhielt im Lauf seiner militärischen Laufbahn unter anderem folgende Auszeichnungen:
- Army Distinguished Service Medal
- Legion of Merit (3 x)
- Bronze Star Medal
- Army Commendation Medal